# Erin O'Connor
Erin O'Connor (Brownhills, 9 febbraio 1978) è una supermodella britannica.

## Carriera

### Modella
Dopo essere stata scoperta poco più che diciottenne, fa il suo debutto nel mondo della moda verso la fine degli anni 90. Karl Lagerfeld l'ha considerata come una delle migliori modelle al mondo.
In oltre vent'anni di carriera, Erin è comparsa sulle copertine delle riviste più prestigiose del settore, comparendo molteplici volte su quelle di Vogue, Elle, W, Harper's Bazaar, Tatler, riviste di cultura generale come I-D, Dazed ed altre.
Nel corso degli anni ha lavorato con noti fotografi professionisti come Nick Knight, Steven Meisel, Steven Klein, Mario Testino, Patrick Demarchelier e diversi altri.
Inoltre ha sfilato per marchi di alta moda come Alexander McQueen, Chanel, Christian Dior, Christian Lacroix, Gianni Versace, Dolce & Gabbana, Valentino, Donna Karan, Isaac Mizrahi, Giorgio Armani, John Galliano, Elsa Schiaparelli, Yohji Yamamoto, Marc Jacobs, Gucci, Badgley Mischka, Kenzo, Louis Vuitton, Missoni, Gianfranco Ferré, Zac Posen, Moschino, Givenchy, Balmain, Jean-Paul Gaultier, Antonio Berardi, Chloé, Céline, Calvin Klein, Oscar de la Renta, Gai Mattiolo, Carolina Herrera, Hermès, Jil Sander, Tommy Hilfiger, Michael Kors, Fendi, Sonia Rykiel, Ann Demeulemeester e altri.
Nel 2017 è stata nominata all'Ordine dell'Impero Britannico per i suoi servizi resi nella moda e nella beneficenza.

### Televisione
Nel 2013 ha partecipato in veste di giudice nel format britannico del programma The Face, affiancata dalle modelle Naomi Campbell e Caroline Winberg.

### Giornalismo
Oltre al lavoro di top model, Erin ha diverse volte contribuito a diversi articoli e rubriche dei giornali/periodici britannici Vogue, The Sunday Times e Daily Mail.

## Agenzie
- Elite Model Management - Barcellona